# Conde de Sabugal
Conde de Sabugal foi um título criado por carta régia do rei D. Filipe I de Portugal, datada de 20 de Fevereiro de 1582, a favor de D. Duarte de Castelo-Branco.
Usaram o título as seguintes pessoas:
1. D. Duarte de Castelo-Branco, 1.º conde de Sabugal;
2. D. Francisco de Castelo-Branco, 2.º conde de Sabugal;
3. D. Beatriz de Menezes, 3.ª condessa de Sabugal;
4. D. Beatriz Mascarenhas de Castelo-Branco da Costa, 3.ª condessa da Palma e 4.ª condessa de Sabugal;
5. D. Manuel de Assis Mascarenhas, 5.º conde de Óbidos
6. D. Eugénia Maria de Assis Mascarenhas, 6.ª condessa de Sabugal e de Óbidos;
7. D. Manuel de Assis Mascarenhas de Sousa Coutinho, 7.º conde de Óbidos;
8. D. Luís António de Assis Mascarenhas de Castelo-Branco de Sousa Coutinho, 8.º conde de Óbidos;
9. D. Pedro de Assis Mascarenhas, 10.º conde da Palma;
10. D. Miguel Pedro de Melo de Assis Mascarenhas, 10.º conde de Óbidos;
11. D. Pedro de Melo de Assis Mascarenhas, 11.º conde de Sabugal;
12. D. José Luís de Andrade de Vasconcelos e Sousa, 11.º conde de Óbidos, também 3.º marquês de Santa Iria, 13.º conde da Palma, 12.º conde de Sabugal e 5.º conde de Alva;
13. D. José Luís de Melo de Vasconcelos e Sousa, 12.º conde de Óbidos, também 4.º marquês de Santa Iria e 13.º conde de Sabugal;
14. D. Kristian Luiz Austad de Vasconcellos e Sousa, 13.º conde de Óbidos e 14.º conde de Sabugal.[4]